# Csaba Molnár (politik)
Csaba Molnár (maďarsky Molnár Csaba; * 4. prosince 1975, Csorna) je maďarský levicový politik, bývalý ministr a od července roku 2014 poslanec Evropského parlamentu zvolený za stranu Demokratická koalice (DK) a zasedající ve frakci Pokrokové spojenectví socialistů a demokratů (S & D).

## Biografie
Narodil se roku 1975 ve městě Csorna v tehdejší Maďarské lidové republice. Absolvoval studium práv na Univerzitě Loránda Eötvöse (ELTE). Už od mládí byl členem levicové Maďarské socialistické strany (MSZP), za kterou byl zvolen do Zemského sněmu. 
V roce 2011 přestoupil do nové levicové strany s názvem Demokratická koalice (DK), kterou založil kontroverzní expremiér Ferenc Gyurcsány. Ve volbách do Evropského parlamentu v roce 2014 byl poprvé zvolen poslancem a v eurovolbách roku 2019 byl znovuzvolen.

## Soukromý život
Od roku 2008 je jeho manželkou Kinga Szűcs, herečka Národního divadla v Győru (Győri Nemzeti Színház), se kterou má jednoho syna András (* 2014).